# Sværtevæld
Sværtevæld (Lycopus europaeus) er en 20-100 centimeter høj plante i læbeblomst-familien. Det er en flerårig plante, der danner meterlange udløbere med oprette blomstrende skud. Bladene er groft savtakkede, lappede eller ved basis fjerfligede. Blomsterkransene er mangeblomstrede med små hvide blomster med rødprikket underlæbe. Sværtevæld er udbredt i Europa, Nordafrika og Nordasien samt indslæbt til Nordamerika og Australien.
I Danmark er arten almindelig i rørsumpe, enge og grøfter. Den blomstrer i juni til august.